# Réserve de bisons d'Europe de Sainte-Eulalie
La réserve de bisons d'Europe de Sainte-Eulalie ou de la Margeride est un parc animalier situé à Sainte-Eulalie en Lozère. Il a été créé en complément du plan de sauvetage des bisons d'Europe mené en Pologne (forêt de Białowieża) depuis les années 1920.

## Historique
Au sein de la Margeride, la réserve compte environ 30 bisons vivant en semi-liberté sur environ 200 hectares à plus de 1 300 mètres d'altitude. Les bovidés ont été introduits dans cet environnement proche de leur habitat naturel en 1991.

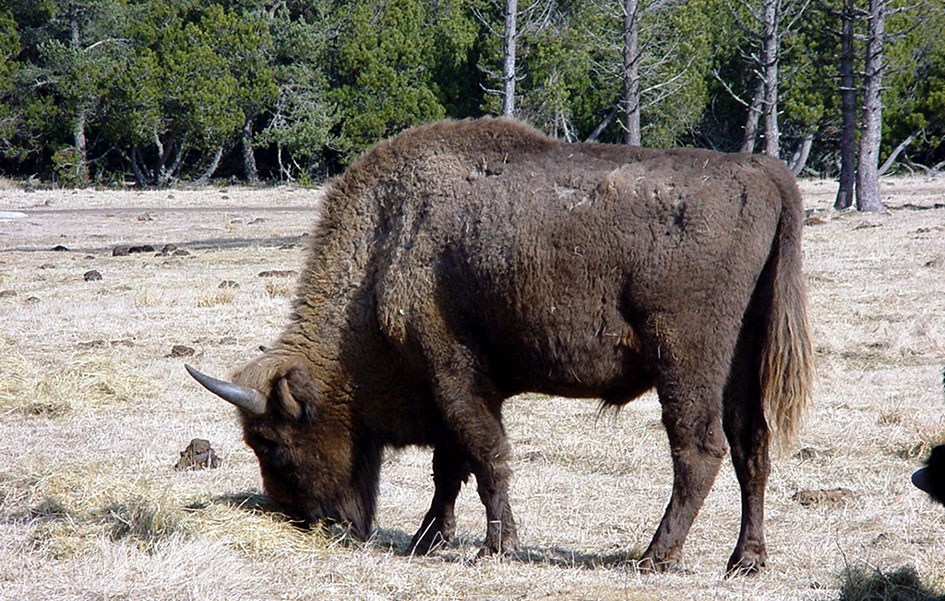
Un bison de Sainte-Eulalie.
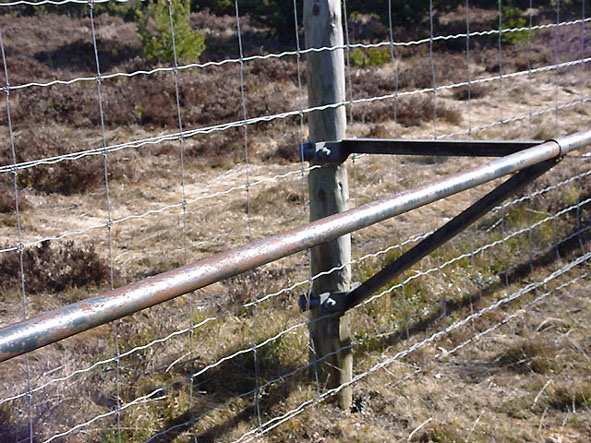
Clôtures spécifiques, solidement renforcées, car le bison est un animal puissant.

## Réserve
La visite de la réserve peut se faire à pied pour une première partie entièrement fermée ; le parcours fait un kilomètre. Un second parc, plus important, où les bisons sont en semi-liberté, se visite en calèche tractée par des chevaux ou en traîneau à neige suivant la saison,.

## Musée
Un musée retrace l'histoire du bison et ses caractéristiques. Il propose également plusieurs thèmes afin de découvrir la région et la réserve de bisons.

## Nourriture
Les bisons se nourrissent dans le milieu, y compris en écorçant les arbres, mais modérément, ce qui permet aux arbres de cicatriser (à la différence du bison d'Amérique qui tue les arbres). Étant donné la superficie du parc, un complément alimentaire est fourni aux bisons sous forme de foin, notamment en  hiver.